# Pauline Croze
Pauline Croze (ur. 4 maja 1979 w Noisy-le-Sec) – francuska piosenkarka.

## Dyskografia
- Pauline Croze (2005)
- Un bruit qui court (2007)
- Le Prix de l'Eden (2012)